# 생방송 투유
《생방송 투유》는 2008년 6월 23일부터 2010년 4월 23일까지 OBS에서 방송된 텔레비전 프로그램이다.

## 출연자

### 진행
- 유영선
- 김빛이라 : 이상 OBS 아나운서.

### 리포터
- 정지원 - 현 KBS의 공채 38기 아나운서(멘사 회원의 아나운서)